# Poudenx
Poudenx är en kommun i departementet Landes i regionen Nouvelle-Aquitaine i sydvästra Frankrike. Kommunen ligger i kantonen Hagetmau som tillhör arrondissementet Mont-de-Marsan. År 2022 hade Poudenx 219 invånare.

## Befolkningsutveckling
Antalet invånare i kommunen Poudenx
Referens:INSEE